# 223.ª Divisão de Infantaria (Alemanha)
A 223ª Divisão de Infantaria (em alemão:223. Infanterie-Division) foi uma unidade militar que serviu no Exército alemão durante a Segunda Guerra Mundial.

## Comandantes
| Comandante                           | Data                                          |
| ------------------------------------ | --------------------------------------------- |
| Generalleutnant Paul-Willi Körner    | 1 de setembro de 1939 - 6 de maio de 1941     |
| General der Infanterie Rudolf Lüters | 6 de maio de 1941 - 20 de outubro de 1942     |
| Generalleutnant Christian Usinger    | 20 de outubro de 1942 - ? de setembro de 1943 |

## Oficiais de operações
| Major Joachim Hesse]]              | 26 de agosto de 1939-25 de outubro de 1940   |
| Oberstleutnant Herbert Deinhardt]] | 25 de outubro de 1940-26 de novembro de 1943 |

## Área de operações
| Alemanha                      | setembro de 1939 - maio de 1940  |
| França                        | maio de 1940 - dezembro de 1941  |
| Frente Ocidental, setor norte | dezembro de 1941 - julho de 1943 |
| Frente Oriental, setor sul    | julho de 1943 - setembro de 1943 |